# Ju Rui
Ju Rui (chinesisch 巨蕊; * 4. Februar 1993) ist eine chinesische Ruderin, die 2014 Weltmeisterschaftsdritte und 2021 Olympiadritte mit dem Achter war.

## Sportliche Karriere
Ju Rui startete bei den Junioren-Weltmeisterschaften 2009 im Vierer ohne Steuerfrau und gewann die Bronzemedaille. Fünf Jahre später trat Ju Rui erstmals bei Weltmeisterschaften in der Erwachsenenklasse an und erhielt 2014 in Amsterdam die Bronzemedaille im Achter hinter den Booten aus den Vereinigten Staaten und aus Kanada. Ein Jahr später ruderte der chinesische Achter bei den Weltmeisterschaften in Savoyen auf den achten Platz. Auch bei der letzten Qualifikationsregatta für die Olympischen Spiele 2016 in Rio de Janeiro konnte sich der chinesische Achter nicht durchsetzen.
2017 trat Ju Rui bei den Weltmeisterschaften in Sarasota im Vierer ohne Steuerfrau an und belegte den sechsten Platz. 2018 ruderte sie bei den Weltmeisterschaften in Plowdiw zusammen mit Lin Xinyu im Zweier ohne Steuerfrau und erreichte den fünften Platz. Vier Wochen zuvor hatten die beiden bereits den Titel bei den Asienspielen in Jakarta gewonnen. Im Jahr darauf belegten Lin Xinyu und Ju Rui den neunten Platz bei den Weltmeisterschaften 2019 in Linz/Ottensheim. Im Mai 2021 fand die letzte Qualifikationsregatta für die Olympischen Spiele in Tokio statt und der chinesische Achter gewann sein Rennen. In Tokio belegten Wang Zifeng, Wang Yuwei, Xu Fei, Miao Tian, Zhang Min, Ju Rui, Li Jingjing, Guo Linlin und Steuermann Zhang Dechang sowohl im Vorlauf als auch im Hoffnungslauf den dritten Platz. Diesen Platz erreichten sie auch im Finale und gewannen damit die Bronzemedaille hinter den Kanadierinnen und den Neuseeländerinnen. Im Ziel hatten die Chinesinnen eine Sekunde Rückstand auf die Zweitplatzierten und ebenfalls eine Sekunde Vorsprung auf das viertplatzierte Boot aus den Vereinigten Staaten.